# جورجي ايفانوف (سياسي)
جورجي ايفانوف (بالبلغارية: Георги Иванов)‏ هو سياسي بلغاري، ولد في 1954 في هاسكوفو في بلغاريا.